# Trà Lĩnh
Trà Lĩnh là một xã biên giới thuộc tỉnh Cao Bằng, Việt Nam.

## Địa lý
Thị trấn Trà Lĩnh nằm ở phía tây huyện Trùng Khánh, cách trung tâm thành phố Cao Bằng 31 km và có vị trí địa lý:
- Phía đông giáp xã Xuân Nội
- Phía tây giáp xã Quang Hán
- Phía nam giáp xã Cao Chương
- Phía bắc giáp Trung Quốc.

Thị trấn Trà Lĩnh có diện tích 14,90 km², dân số năm 2019 là 5.356 người, mật độ dân số đạt 359 người/km².
Thị trấn là nơi giao nhau của các tuyến tỉnh lộ 210, 211 và 205. Thị trấn có cửa khẩu quốc tế Trà Lĩnh thông thương với Trung Quốc. Trên địa bàn thị trấn có các ngọn núi như Kéo Lộc, Khau Sảng, Lũng Cuối, Pài Nhũng. Các suối trên địa bàn là Pai Cam và Trà Lĩnh. Trên địa bàn thị trấn có các cây cầu: Bản Lang, Trà Lĩnh và Bản Hía.

## Lịch sử
Thị trấn Trà Lĩnh hiện nay trước đây vốn là xã Hùng Quốc thuộc huyện Trà Lĩnh.
Ngày 11 tháng 8 năm 1999, Chính phủ ban hành Nghị định số 69/1999/NĐ-CP. Theo đó, thành lập thị trấn Hùng Quốc, thị trấn huyện lỵ huyện Trà Lĩnh trên cơ sở toàn bộ 1.540 ha diện tích tự nhiên và 4.265 người của xã Hùng Quốc.
Đến năm 2019, thị trấn Hùng Quốc được chia thành 3 tổ dân phố: 1, 2, 3 và 16 xóm: Cốc Càng, Cốc Khoác, Háng Páo, Bản Hía, Bản Khun, Bản Lang, Nà Mương, Nà Đoỏng, Nà Khoang, Nà Rạo, Nà Thấu, Pò Rẫy, Tổng Moòng, Pò Khao, Nà Dường, Nà Quan.
Ngày 9 tháng 9 năm 2019, Hội đồng Nhân dân tỉnh Cao Bằng ban hành Nghị quyết số 27/NQ-HĐND về việc:
- Sáp nhập xóm Pò Khao vào tổ dân phố 3
- Sáp nhập hai xóm Háng Páo và Nà Đoỏng thành xóm Nam Tuấn
- Sáp nhập ba xóm Nà Quan, Nà Rạo, Cốc Khoác thành xóm Vĩnh Quang.

Ngày 11 tháng 2 năm 2020, Ủy ban Thường vụ Quốc hội ban hành Nghị quyết số 897/NQ-UBTVQH14 về việc sắp xếp các đơn vị hành chính cấp huyện và đổi tên đơn vị hành chính cấp xã thuộc tỉnh Cao Bằng (nghị quyết có hiệu lực từ ngày 1 tháng 3 năm 2020). Theo đó, huyện Trà Lĩnh được sáp nhập vào huyện Trùng Khánh, thị trấn Hùng Quốc đổi tên thành thị trấn Trà Lĩnh.
Tuy nhiên thị trấn Trà Lĩnh không phải là huyện lỵ huyện Trùng Khánh, huyện lỵ vẫn đặt ở thị trấn Trùng Khánh.

## Hành chính
Thị trấn Trà Lĩnh được chia thành 3 tổ dân phố: 1, 2, 3 và 12 xóm: Bản Hía, Bản Khun, Bản Lang, Cốc Cáng, Nam Tuấn, Nà Dường, Nà Khoang, Nà Mương, Nà Thấu, Pò Rẫy, Tổng Moòng, Vĩnh Quang.